# Marijino brezmadežno spočetje
Marijino brezmadežno spočetje je rimskokatoliška dogma, ki pravi, da je bila Jezusova mati Marija že od svojega spočetja obvarovana izvirnega greha in osebnega greha. Temu dogodku Rimskokatoliška cerkev posveča tudi praznik Marijinega brezmadežnega spočetja, ki ga praznuje 8. decembra.

## Vsebina praznika
Brezmadežno spočetje nekateri ljudje interpretirajo kot Jezusovo brezmadežno spočetje v Mariji - brez Marijinega stika z moškim. Cerkvena trditev pa je, da pri brezmadežnem spočetju gre za trenutek, ko je bila Marija spočeta kot zarodek v telesu svoje matere. (Jezus po krščanskem verovanju sploh ni bil spočet v pravem pomenu besede, pač pa je obstajal že od začetka sveta v duhovni podobi, potem pa se je v Mariji zgolj utelesil.)

## Katoliški pogled na dogmo
Dogmo o Marijinem brezmadežnem spočetju je razglasil papež Pij IX. dne 8. decembra 1854 v okrožnici Ineffabilis Deus: 

Izjavljamo, oznanjamo in določamo: da je bila blažena Devica Marija v prvem trenutku svojega spočetja obvarovana vsakega madeža izvirnega greha, in sicer po edinstveni milosti in posebni pravici, ki ji jo je podelil vsemogočni Bog glede na zasluženje Kristusa Jezusa, Zveličarja človeškega rodu - to je od Boga razodet nauk in ga morajo zato vsi verniki trdno in stanovitno verovati. 

Pri razglasitvi te dogme je papež prvič uporabil papeško nezmotljivost. Dogma ni pomenila novosti v katoliškem verovanju, pač pa samo potrditev prepričanja, ki je bilo zelo razširjeno že prej, saj je praznik brezmadežnega spočetja razglasil že papež Sikst IV. leta 1476.
Dogma je tesno povezana s katoliškim razumevanjem izvirnega greha. Po prepričanju Rimskokatoliške Cerkve se greh Adama in Eve prenaša na vsakega novospočetega otroka in to na dva načina: (1) kot posledice greha prastaršev (bolezni, trpljenje in nagnjenost h grehu) in (2) kot stanje grešnosti že takoj ob spočetju. Po katoliškem verovanju so torej vsi otroci od trenutka svojega spočetja naprej omadeževani z grešnostjo in prikrajšani za posvečujočo Božjo milost - in to dokler jih ne očisti zakrament krsta. Omenjena dogma torej uči, da je bila Marija edina od vseh ljudi, ki ob spočetju ni bila grešna, pač pa je bila že od prvega trenutka svojega obstoja milosti polna (ni pa bila obvarovana posledic izvirnega greha - za to, da je celo življenje ostala brez greha, si je morala prizadevati in se odločiti za sodelovanje z Bogom, kar je izpovedala z besedami: »Glej dekla sem Gospodova, zgôdi se mi po tvoji besedi.«). 
Praznik Marijinega brezmadežnega spočetja praznuje katoliška Cerkev 8. decembra - točno devet mesecev pred 8. septembrom, ki predstavlja obletnico Marijinega rojstva.

## Drugi kristjani in nekristjani

### Pravoslavni in protestantski pogled
Pravoslavni kristjani in večina protestantov ima precej drugačen pogled na izvirni greh - verujejo namreč, da se na otroke prenašajo samo posledice izvirnega greha (trpljenje, bolezen, nagnjenost h grehu) ne pa tudi stanje grešnosti. Po njihovem prepričanju se vsi otroci rodijo brez greha (polni Božje milosti) in v tem pogledu se jim Marija ne zdi nobena izjema, zato dogmo o Marijinem brezmadežnem spočetju zavračajo kot nepotrebno. 
Bistvo Marijine brezgrešnosti vidijo pravoslavci (in protestanti) v dejstvu, da se je Marija odločila za sodelovanje z Bogom in ostala celo življenja brez greha.
Nekateri pravoslavni kristjani trdijo, da pravoslavne Cerkve ne priznavajo dogme o Marijinem brezmadežnem spočetju. S tem nočejo reči, da je bila Marija spočeta grešna, pač pa gre predvsem za nerazumevanje ali nepoznavanje katoliškega pogleda na izvirni greh. Ti pravoslavni verniki preprosto mislijo, da »obvarovanost izvirnega greha« pomeni, da Marija sploh ni nikoli čutila nobenih posledic izvirnega greha (to bi bil pravoslavni pomen te besedne zveze), česar pa katoliška dogma ne trdi.
Pravoslavni kristjani praznujejo praznik Marijinega spočetja 9. decembra po pravoslavnem koledarju (tisti, ki uporabljajo še stari koledar, pa 22. decembra).